# Gottlob August Krille
Gottlob August Krille (* 20. April 1779 in Wehlen; † 24. Oktober 1813 in Dresden) war ein deutscher Komponist und Kreuzkantor.

## Leben
Der Sohn des Kantors Chr. Gottlob Krille war Alumnus an der Kreuzschule in Dresden, wo er Klavier- und Gesangsunterricht erhielt und Kontrapunkt bei Christian Ehregott Weinlig studierte. Bereits in dieser Zeit wurden Kompositionen von ihm öffentlich aufgeführt. Nach Abgang von der Kreuzschule wurde er Organist und Lehrer an der Bürger- und Lateinschule in Stolberg im Harz. 1801 wurde er vom Grafen Karl Ludwig zu Stolberg-Stolberg zum Kapellmeister ernannt. 1811 kehrte er nach Wehlen zurück, um seinen altersschwachen Vater zu unterstützen. Am 10. August 1813 trat er als Nachfolger von Weinlig das Amt des Kreuzkantors in Dresden an. Bereits wenige Monate später erlag er vierunddreißigjährig dem sogenannten Lazarettfieber.
Von Krille sind mehrere Kantaten, eine Psalmvertonung und Klavierwerke erhalten.

## Werke
- Osterkantate für vier Stimmen und Orchester, 1813
- Weihnachtskantate: „Es ist geboren Jesus Christ“
- Kantate „Gott ist die Liebe“
- Psalm 33 „Freuet euch des Herren, ihr Gerechten“
- XV Veränderungen fürs Clavier oder Pianoforte über das Thema „Der Lenz belebet die Natur“
- Der Tonschlüssel, oder Ausweichungen von C dur und C moll in die übrigen Dur- und Molltöne

| Personendaten    | Personendaten                    |
| ---------------- | -------------------------------- |
| NAME             | Krille, Gottlob August           |
| KURZBESCHREIBUNG | deutscher Komponist, Kreuzkantor |
| GEBURTSDATUM     | 20. April 1779                   |
| GEBURTSORT       | Wehlen                           |
| STERBEDATUM      | 24. Oktober 1813                 |
| STERBEORT        | Dresden                          |